# Pseudohadena commoda
Pseudohadena commoda är en fjärilsart som beskrevs av Otto Staudinger 1889. Pseudohadena commoda ingår i släktet Pseudohadena och familjen nattflyn. Inga underarter finns listade.